# Tomás Bretón
Tomás Bretón y Hernández (29. prosince 1850 Salamanca – 2. prosince 1923 Madrid) byl španělský dirigent a hudební skladatel.

## Život
Narodil se v Salamance 29. prosince 1850. Studoval na Škole krásných umění (Escuela de Nobles y Bellas Artes de San Eloy) a přivydělával si účinkováním v provinčních orchestrech, divadlech a kostelích. V šestnácti letech odešel do Madridu, kde hrál v orchestrech divadel uvádějících zarzuely. Vedle toho studoval na Královské konzervatoři u Emilia Arriety. V roce 1872 získal první cenu za skladbu společně s Rupertem Chapí. Několik let pracoval v menších divadlech, až v roce 1882 obdržel grant od Akademie krásných umění v San Fernandu. To mu v letech 1881–1884 umožnilo studium v Římě, Miláně, Vídni a v Paříži. Kromě toho mu to poskytlo čas na kompozici rozměrnějších skladeb, jako byly oratorium El Apocalipsis a opera Los amantes de Teruel. Premiéra této opery v Teatro Real de Madrid ho zařadila mezi přední španělské operní skladatele.
Stal se rovněž vyhledávaným dirigentem. V letech 1878–1881 řídil orchestr Unión Artístico Musical, který sám založil a od roku 1885 byl šéfdirigentem orchestru Madridské koncertní společnosti (Sociedad de Conciertos de Madrid). V roce 1901 byl jmenován ředitelem Madridské konzervatoře (Real Conservatorio Superior de Música de Madrid).

## Dílo

### Zarzuely
- Los dos caminos (1874, libreto Calixto Navarro)
- El viaje de Europa (1874, libreto Feliú y Codina)
- El alma en un hilo (1874, libreto Pedro Ponce y Juan Carranza)
- El bautizo de Pepín (1874)
- Dos leones (1874; libreto Salvador María Granés a Calixto Navarro)
- María (1875, libreto Navarro)
- El 93 (1875, libreto Navarro.)
- El inválido (1875, libreto Navarro)
- Un chaparrón de maridos (1875, libreto Rafael María Liern a Anselmo Pilá)
- El barberillo de Orán (libreto Rafael María Liern)
- Por un cantar juguete (1875, libreto Alejandro Vidal y Díaz)
- El capitán Mendoza (1876, libreto Luis de Olona y Gaeta)
- Huyendo de ellas (1877)
- Novio, padre y suegro (1877, libreto Augusto E. Madan y García)
- ¡Cuidado con los estudiantes! (1877, libreto Augusto E. Madan y García)
- Estudiantes y alguaciles (1877, libreto Augusto E. Madan y García)
- Contar con la huéspeda o Locuras madrileñas, (1877, libreto Luis Pére)
- Bonito país (1877)
- El campanero de Begoña (1878, libreto Mariano Pina Domínguez)
- Corona contra Corona (1879, libreto Navarro)
- Las señoritas de Conil (1880, libreto R. Palomino de Guzmán)
- Los amores de un príncipe (1881, libreto José Sala y Ramiro Sirgue)
- Vista y sentencia (1886, libreto Navarro y Granés)
- El grito en el cielo (1886, libreto Navarro)
- Bal masqué (1888, libreto Strauss y Bretón)
- El caballo del señorito (1890, libreto Ricardo de la Vega)
- La verbena de la Paloma (1894, libreto De la Vega)
- El domingo de Ramos (1894, libreto Miguel Echegaray)
- Al fin se casa la Nieves (1895, libreto De la Vega)
- Botín de guerra (1896, libreto Eusebio Sierra)
- El guardia de corps (1897, libreto Mariano Vela a Carlos Servet Fortunyo)
- El puente del diablo (1898, libreto Mariano Vela a Carlos Servet Fortunyo)
- El reloj de cuco (1898, libreto Manuel de Labra a Enrique Ayuso)
- El clavel rojo (1899, libreto Guillermo Perrín a Miguel de Palacios)
- La cariñosa (1899, libreto José Jackson Veyán)
- Covadonga (1900, libreto Marcos Zapata a Eusebio Sierra.)
- La bien plantá (1902-1904, libreto Vela a Servet)
- El ojo del amo (1901)
- La paz del campo (1906, libreto Enrique Vega)
- El sueño de Regina (1906, libreto Manuel Linares Rivas)
- Felicidad (1907, libreto Justo Huete)
- Ya se van los quintos, madre (1908, libreto Alfonso B. Alfaro)
- La generosa (1909, libreto Gabriel Merino)
- Piel de oso (1909, libreto José Luis Barbadillo a A. Custodio)
- Al alcance de la mano (1911, libreto Jorge a José de la Cueva)
- Las percheleras (1911, libreto Mihura a González del Toro)
- Los húsares del Zar (1914, libreto R. Campo, Avilés Meana a Carlos Rufart Camps)
- La guitarra del amor (1914, libreto Perrín a de De Palacios)
- Las cortes de amor o El trovador Lisardo (1914, libreto Jacinto Soriano)
- Fraile fingido (1919, libreto Luceño)

### Opery
- Guzmán el Bueno (1877, libreto Antonio Arnao)
- Los amantes de Teruel (1889, libreto vlastní podle Juana Eugenia Hartzenbusche)
- Garín (1892, libreto Cesare Fereal)
- La Dolores (1895, libreto Feliú y Codina)
- El certamen de Cremona (1906, libreto Carlos Fernández Shaw)
- Tabaré (1913, libreto Juan Zorrilla de San Martín)
- Don Gil de las calzas verdes (1914, libreto Tomás Luceño)

### Orchestrální hudba
- Symfonie č. 1 F-dur (1874)
- Amadís de Gaula, symfonická báseň (1882)
- El Apocalipsis, oratorium pro sóla, sbor a orchestr (1882)
- Symfonie č. 2 Es-dur (1883)
- Escenas andaluzas (1894)
- Symfonie č. 3 G-dur (1905)
- Los Galeotes, symfonická báseň (1905)
- Salamanca, symfonická báseň (1914)
- Elegía y Añoranza'', symfonická báseň (1916)

### Komorní skladby
- Smyčcový kvartet G-dur (1866)
- Trio E-dur (1893) pro klavír, housle a violoncello
- Smyčcový kvartet D-dur (1902)
- Kvintet pro klavír a smyčce (1905)
- Smyčcový kvartet c-moll "Drama" (1907)
- Smyčcový kvartet E-dur (1909)
- Dechový sextet (1909)
- Čtyři španělské kusy pro housle, violoncello a klavír
- Písničky na básně Gustava Adolfa Bécquera